# Félix Díaz Mori
Félix Díaz Mori (Oaxaca, 1833 - Chacalapa, 22 januari 1872) was een Mexicaans politicus en militair. Díaz was de jongere broer van de latere president Porfirio Díaz.
Díaz was aanvankelijk conservatief en steunde de dictator Antonio López de Santa Anna, maar onder invloed van zijn broer werd hij liberaal. Díaz volgde een militaire carrière en vocht aan liberale zijde tijdens de Hervormingsoorlog en tijdens de Franse interventie in Mexico, waarin hij onder andere deelnam aan de slag bij Puebla op 5 mei 1862.
Na de republikeinse overwinning werd Díaz tot gouverneur van Oaxaca gekozen, hij versloeg in de verkiezingen Miguel Castro, de kandidaat van president Benito Juárez. Hoewel Félix en Porfirio het niet echt goed met elkaar konden vinden, kozen zij in de politiek toch telkens partij voor elkaar. Félix was geërgerd over het feit dat hij altijd in de schaduw stond van zijn veel bekendere broer, en kreeg dan ook de bijnaam El Chato Díaz, wat zoveel betekent als 'Dinges Díaz'. Hij stond bekend als een impulsief leider, die snel naar de wapens greep om problemen op te lossen.
Hij poogde het staatsbestuur te centraliseren en tevens de antireligieuze Hervormingswetten naar de letter uit te leven. Díaz liet Oaxaca-stad door middel van een telegraaflijn met Tehuacán en vandaaruit Mexico-Stad verbinden en liet een weg naar de landengte van Tehuantepec aanleggen.
Díaz kwam in conflict met onder andere president Juárez, die vreesde dat Díaz te veel macht naar zich zou toetrekken en een bedreiging zou vormen voor de nationale eenheid, en de inwoners van de plaats Juchitán, die zich vooral verzetten tegen Díaz antiklerikale campagnes. Díaz liet in 1870 de Nationale Garde Juchitán aanvallen. Een groot deel van de plaats ging in vlammen op en veel inwoners werden met bajonetsteken om het leven gebracht. De priester werd gefusilleerd en Díaz gaf de opdracht het beeld van de heilige Vincent Ferrer neerhalen en sleurde het achter zijn paard aan. Het beeld werd enkele dagen later teruggegeven aan de Juchiteken met de voeten er afgeslagen.
In 1871 werd Díaz herkozen tot gouverneur. Zijn broer had echter het plan van La Noria geproclameerd in oppositie tegen Juárez' herverkiezing tot president en begon een opstand. De juaristische troepen wisten de gebroeders Díaz echter vrij eenvoudig te verslaan en zij werden gedwongen te vluchten. Tijdens zijn vlucht kwam hij in handen van de Juchiteken. In navolging van wat Díaz met het heiligenbeeld had gedaan sneden de Juchiteken Díaz voeten af. Ze dwongen hem over glasscherven en gloeiende kolen te lopen en alvorens hem met bajonetsteken om het leven te brengen werden zijn geslachtsdelen afgesneden en in zijn mond gestopt.
Díaz' zoon Félix Díaz jr. zou later een belangrijke rol spelen tijdens de Mexicaanse Revolutie.
- Library of Congress Control Number: no2006046670
- Nederlandse Thesaurus van Auteursnamen: 071983082
- Virtual International Authority File: 7142943
- WorldCat: E39PBJbxJGCMTQvB6k4bQrqxXd